# Club de Básquetbol Algodoneros de la Comarca
Gli Algodoneros de la Comarca sono stati una società cestistica con sede a Torreón, in Messico. Fondata nel 2000, giocava nella Liga Nacional de Baloncesto Profesional.
Disputavano le partite interne all'Auditorio Municipal de Torreón, che ha una capacità di 4.363 spettatori.